# Адольф III (граф Берга)
Адольф III (нем. Adolf III. von Berg; до 1176 — 7 августа 1218, Дамиетта) — граф Берга с 1189 года. Сын графа Энгельберта I фон Берга, старший брат кёльнского архиепископа Энгельберта фон Берга (1185—1225).

## Биография
После гибели отца в Третьем крестовом походе Адольф III наследовал его владения (некоторое время его соправителем в Берге был Адольф — брат отца, умерший ок. 1197).
Не позднее 1202 года женился на Берте фон Зайн, дочери графа Генриха II фон Зайна. Их единственным ребёнком была дочь Ирмгарда.
Его правление совпало по времени с борьбой Вельфов и Штауфенов — претендентов на германский трон. Адольф III поддерживал то одну сторону, то другую: то Оттона IV, то Филиппа Швабского. С 1212 года был сторонником Фридриха II Штауфена. Тот, в свою очередь, поддержал кандидатуру Энгельберта фон Берга на выборах кёльнского архиепископа.
В 1212 году Адольф принял участие в крестовом походе против альбигойцев. В 1215 году захватил город Кайзерсверт и освободил плененных Оттоном IV рейнско-вестфальских епископов.
В 1218 году Адольф отправился в Пятый крестовый поход, командовал рейнско-фризским отрядом при осаде Дамиетты. Умер 7 августа 1218 года от эпидемии (по другим данным — погиб в бою).
Правителем (регентом) Берга стал его брат — архиепископ Кёльна Энгельберт фон Берг. Он был убит в 1225 году, и графство наследовал Генрих IV Лимбургский — муж Ирмгарды, дочери Адольфа III.